# .hack//AI buster
.hack//AI buster est un roman japonais de la série .hack de Tatsuya Hamazaki sorti le 28 septembre 2002.